# Ataque de moscas en California en 1989

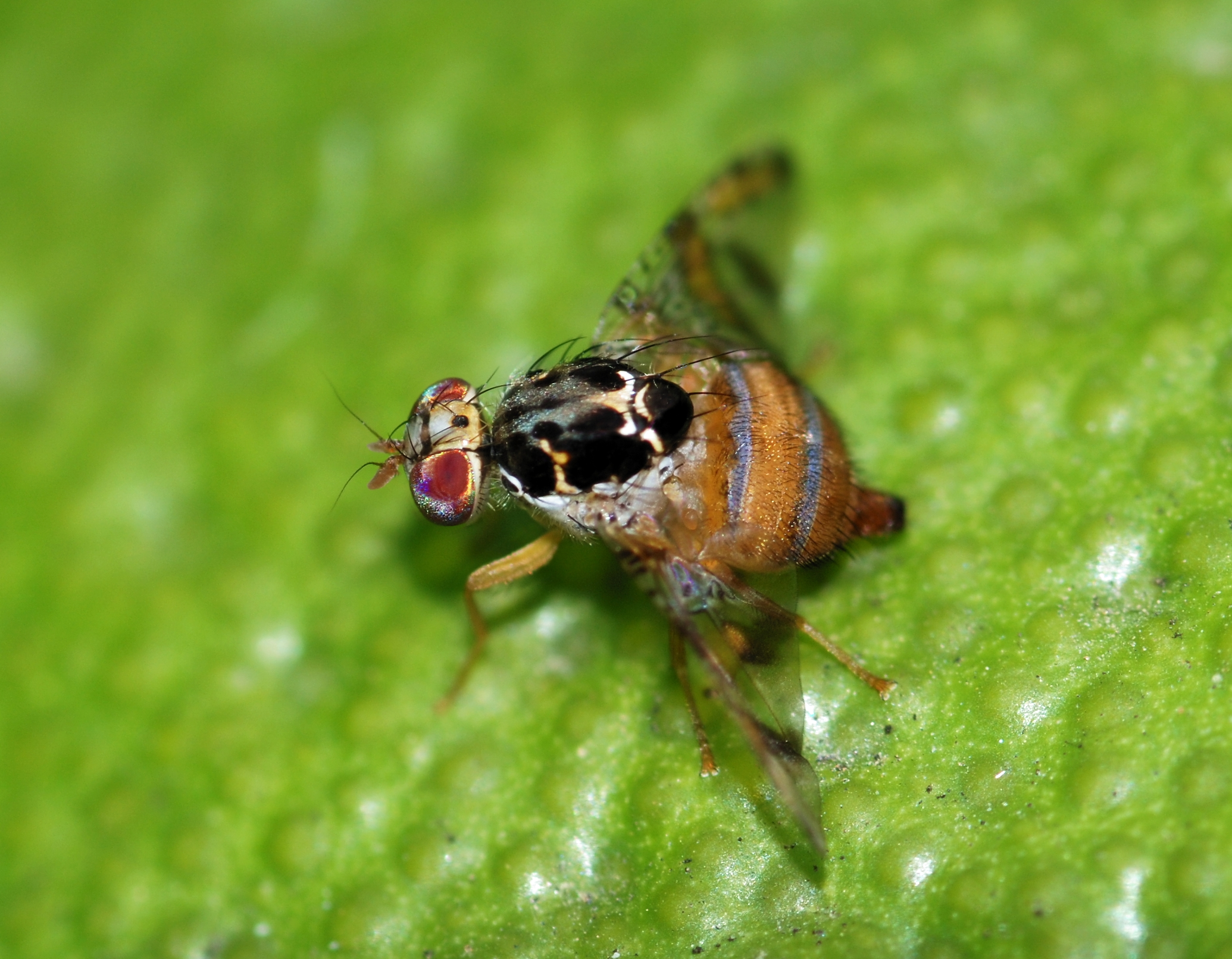
Una mosca mediterránea hembra de fruta (Ceratitis capitata)

En 1989, una repentina invasión de moscas de la fruta del Mediterráneo (Ceratitis capitata) tuvo lugar en California y comenzó a arrasar con las cosechas. Los científicos estaban desconcertados y dijeron que la repentina aparición de los insectos "desafía la lógica", y algunos especularon que los responsables eran "bio-terroristas". Los análisis sugirieron que una mano externa había tenido un rol en la densa infestación.
Una persona o grupo que se autodenominó "Los Criadores" (The Breeders) asumió la responsabilidad del ataque bioterrorista como represalia financiera por el daño ambiental causado por la fumigación aérea estatal usando malatión; los miembros del grupo nunca fueron identificados. Posteriormente, tres meses después de que "Los Criadores" anunciaran la liberación de la moscas, el estado puso fin a su programa de Malatión que llevaba una década de duración, y buscó formas alternativas de manejar los insectos destructivos.

## Antecedentes

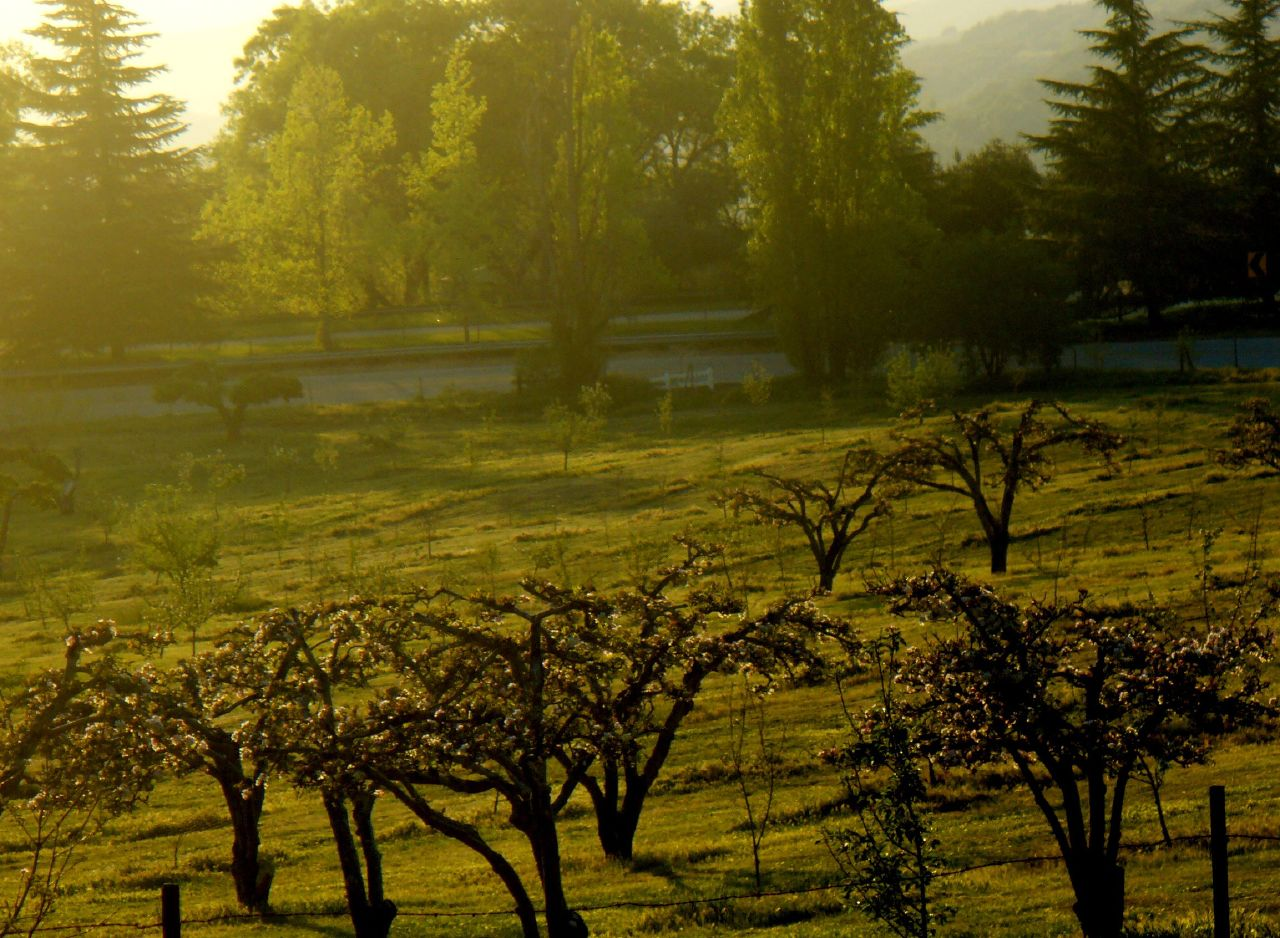
Huerto agrícola en California

Principalmente debido a su soleado Clima mediterráneo y su amplia irrigación de aguas, California es el quinto proveedor más grande del mundo de alimentos y productos agrícolas. De acuerdo al Departamento de Alimentos y Agricultura de California "la agricultura de California es una industria cercana a los USD36.6 mil millones que genera USD100 mil millones en actividades económicas relacionadas" Las ventas agrícolas del estado superaron por primera vez los 30.000 millones de dólares en 2004. Desde 1975, California había visto pequeñas infestaciones anuales de la mosca mediterránea, que solían atribuirse al envío casual de fruta y a las visitas entre parientes y amigos en California y Hawái
Las moscas se reproducen rápidamente y comen frutas con un apetito voraz. Cabe destacar que representan un riesgo para 22 cultivos en California, incluyendo manzanas, damascos, aguacates, pimientos, cerezas, dátiles, higos, uvas, pomelos, kiwis, limas, mandarinas, naranjas, nectarinas, olivos, duraznos, peras, caquis, ciruelas y tomates.
Las infestaciones de la mosca de la fruta no carecen de precedentes, tanto en California como en otros lugares de América del Norte. Entre 1975 y 1993 el estado de California gastó más de 170 millones de dólares en programas de erradicación de la mosca de la fruta destinados a contener 12 infestaciones diferentes. En 1996 el estado comenzó a utilizar moscas estériles en su programa de erradicación y entre 1996 y 2007 el estado experimentó cinco infestaciones. Una importante infestación de esta mosca en 1981 costó a California 40 millones de dólares por sí sola. La infestación de 1981 se convirtió en una crisis política y llevó al inicio del programa de fumigación aérea del estado en julio de ese año. Las moscas fueron encontradas en trampas inclusive en 2007 en el Condado de Solano, California. Las primeras moscas en Florida aparecieron en 1929 y han sido una amenaza constante a los cultivos de Citrus desde entonces. También se ha encontrado la mosca de la fruta en Florida en 1997 y 2010.

## Ataque

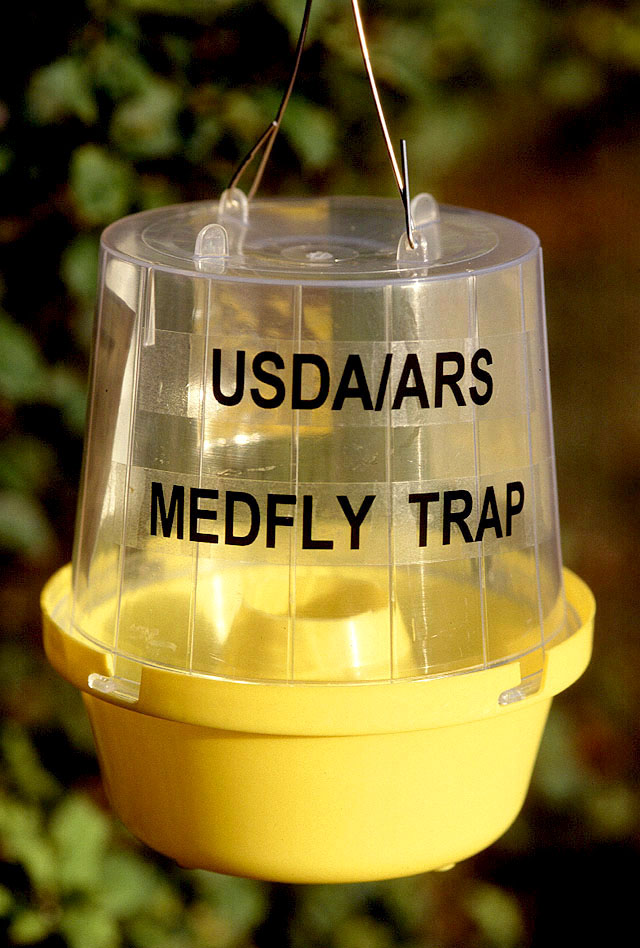
Un modelo más reciente de trampa para moscas que utiliza tres atrayentes químicos, en lugar de uno.

A partir de 1975, cuando se vieron por primera vez moscas de la fruta en la zona, California desplegó pequeñas trampas McPhail para atraer y capturar a las moscas, para ayudar a medir la población estimada. En 1989 se capturaron tantas moscas como las que se habían capturado en los quince años anteriores juntos. La mayor concentración de moscas fue encontrada en el Condado de Orange (California) y dentro de un triángulo que une el borde oriental de la cuenca de Los Ángeles con San Bernardino y el condado de Riverside.
El 8 de diciembre de 1989, el estado se retractó de su posición de que los 12 brotes desde agosto representaban cada uno "infestaciones aisladas" que podrían ser fácilmente erradicadas después de que un panel de asesores científicos sugiriera que no era posible. En su lugar se ordenó que, en lugar de 1 o 2 aplicaciones aéreas de plaguicidas de las comunidades infectadas, se necesitarían más de una docena de aplicaciones a lo largo de un período de meses. Además, el malatión ya no se utilizaba solo, sino que se mezclaba en una proporción de 4:1 con cebo Nu-Lure0 para atraer insectos a la zona.
El período de infestación se extendió desde julio de 1989 hasta noviembre de 1990. En los años transcurridos desde que se descubrieron las moscas en California, se gastó un promedio de 26 millones de dólares anuales para controlarlas; pero se estima que el ataque de 1989 costó 60 millones de dólares en esfuerzos de erradicación, lo que hace que 1989 sea el segundo año más caro del programa estatal. No está claro si los 60 millones de dólares fueron el costo total, o solo representaron la mitad de un posible costo de 120 millones de dólares en California, ya que la mitad fueron costeados por el Departamento de Agricultura de los Estados Unidos.

## Reivindicación de responsabilidad
En diciembre de 1989, una carta de dos páginas dirigida al alcalde de Los Ángeles, Tom Bradley, se envió a Los Angeles Times y a Fresno Bee, aparentemente por parte de una "organización ecoterrorista" que se llamaba a sí misma "Los Criadores" (The Breeders), que afirmaba ser responsable de la liberación en verano de las moscas del Mediterráneo como represalia por los daños ambientales causados por la fumigación aérea con Malatión por parte del Estado. También amenazó con expandir su infestación de moscas del Mediterráneo en el Valle de San Joaquín. Las cartas afirmaban que los funcionarios habrían notado un aumento en el número de moscas del Mediterráneo alrededor de marzo de 1989. El grupo prometió hacer política y financieramente imposible el programa de fumigación aérea a través de la liberación coordinada de miles de moscas del Mediterráneo. Ya en diciembre de 1989 la declaración del grupo fue tomada en serio. Inicialmente, la carta fue desestimada como "un loco tratando de conseguir mucha publicidad", pero había evidencia de que el grupo desempeñó un papel en la infestación. Ciertas características de la infestación de moscas del Mediterráneo de 1989 llevaron a los investigadores a la conclusión de que alguien era responsable de la liberación deliberada de las moscas. La densa población de estas moscas junto con el bajo número de larvas encontradas en las áreas infestadas dejaron a los entomólogos desconcertados en cuanto a cómo la infestación podía ser completamente natural. El autor de la carta, y cualquier miembro del supuesto grupo, nunca fueron identificados.
"Los funcionarios del Estado probablemente hayan notado un aumento así como una distribución inusual de la infestación de mosca de la fruta en el condado de Los Ángeles desde marzo de 1989..." -  Carta de responsabilidad

## Respuesta
El FBI se involucró en la investigación y las cartas fueron entregadas a la Sección de Conspiración Criminal del Departamento de Policía de Los Ángeles. Durante el curso de la investigación, el Departamento de Agricultura de los Estados Unidos intentó contactar a "Los Criadores" a través de un anuncio clasificado publicado en Los Angeles Times. El anuncio decía: "Criadores, si son reales, envíen a uno de sus amiguitos. Queremos hablar. Llamen a John al USDA".
En respuesta a la amenaza, el senador del Estado de California Ruben S. Ayala presentó el proyecto de ley SB1754 en el Comité de Agricultura y Recursos Hídricos del Senado para convertir en delito grave la importación de moscas de la fruta mediterránea en el estado, en lugar del delito menor que ya era. El proyecto de ley incluía penas de prisión que iban de 16 meses a tres años, y multas de hasta 10.000 dólares. La propuesta del senador Ayala se convirtió en ley el 22 de junio de 1990, y añadió la Sección 6306 al Código de Agricultura y Alimentación.
En el año siguiente al ataque, se produjeron incautaciones de envíos postales tratando de interceptar arribos de larvas de moscas del Mediterráneo. Además, se registraron 61.731 pasajeros y 2.430 envíos de carga que entraban por los aeropuertos, pero no se descubrieron larvas. Hubo cinco "registros intensivos" de carga y equipaje a su llegada a los aeropuertos de Los Ángeles y San Francisco que dieron positivo en larvas de mosca de la fruta.
Luego de que sus repetidas fumigaciones no lograran erradicar la amenaza de las moscas de la fruta, California detuvo su programa de fumigación aérea de malatión en marzo de 1990, tres meses después de recibir la amenaza de "Los Criadores". En su lugar, el estado optó por intentar la introducción voluntaria de millones de moscas de la fruta esterilizadas por radiación para interrumpir el ciclo reproductivo y controlar la población.

Más tarde, Dakota del Sur informó que un ataque similar con una plaga del maíz o la soja podría devastar su industria agrícola. En mayo de 2001, Mark Urlaub, el director del programa de bioseguridad del Departamento de Agricultura, anunció que los investigadores estaban "echando otro vistazo" al ataque de 1989.
"6306. A menos que la ley permita otra cosa, toda persona que, de forma deliberada y a sabiendas, importe, transporte o envíe a este Estado una mosca de la fruta del Mediterráneo es culpable de un delito grave."

Código alimentario y agrícola de California, artículo 6306